# Kathedrale von Rodez
Die Kathedrale Notre-Dame von Rodez in der historischen Hauptstadt der südfranzösischen Provinz Rouergue ist ein spätgotischer Kirchenbau aus dem 13. bis 16. Jahrhundert im Département Aveyron in der Region Okzitanien. Die Kathedrale ist Sitz des Bistums Rodez, das zur Kirchenprovinz Toulouse gehört. Das Kirchenbauwerk ist bereits seit dem Jahr 1862 als Monument historique anerkannt.

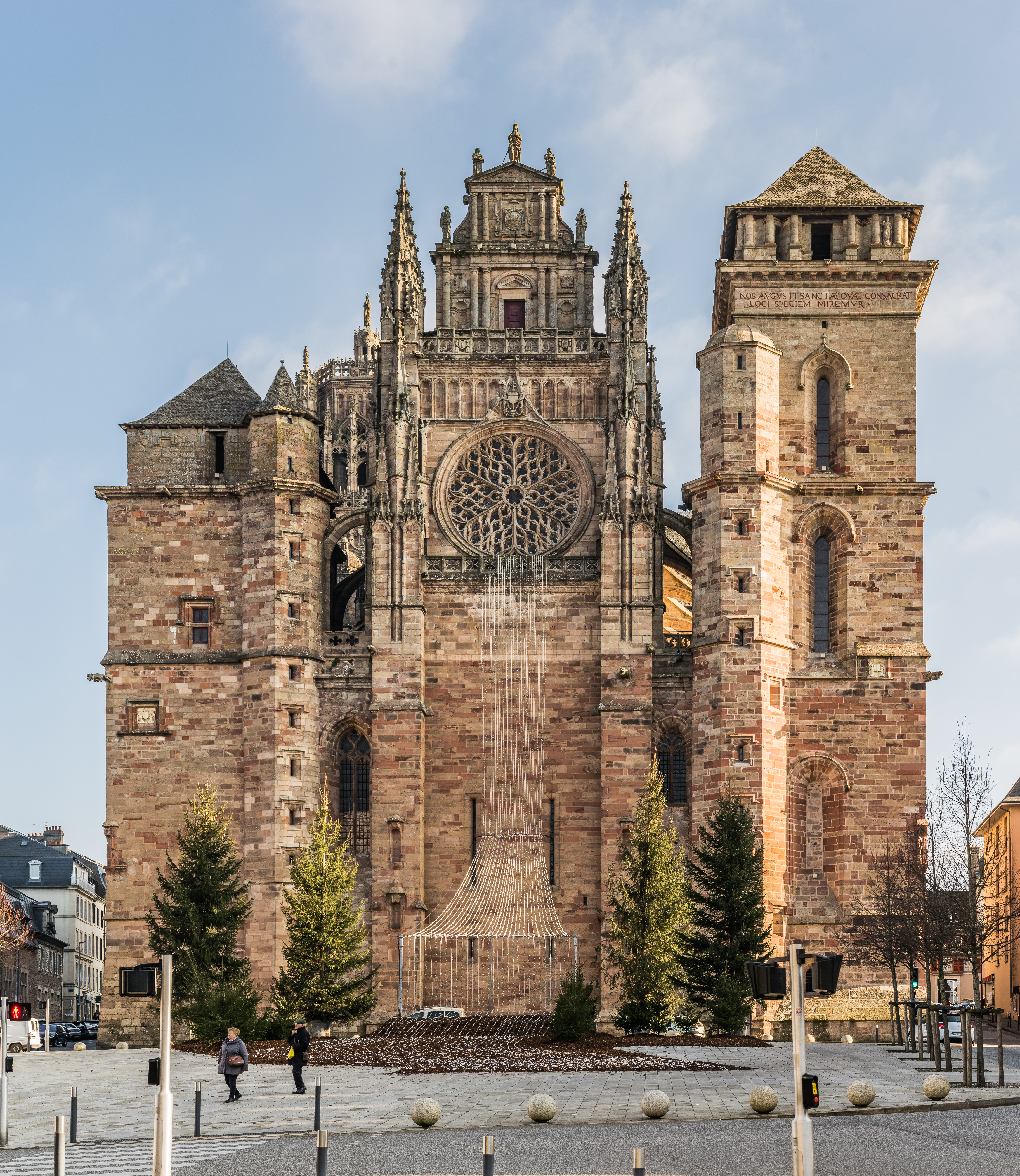
Kathedrale von Rodez (Westbau)

## Lage
Kathedrale und Altstadt von Rodez erheben sich auf einer mehr als 100 Meter hohen Anhöhe oberhalb des Flusses Aveyron, der den Hügel auf drei Seiten umfließt. Die Kathedrale steht am westlichen Rand der ehemals von einer Stadtmauer umschlossenen Altstadt.

## Geschichtlicher Hintergrund
Rodez und seine Umgebung wurden im 4./5. Jahrhundert durch die hll. Martial und Amantius christianisiert: Von einer Bischofskirche ist erst im 6. Jahrhundert die Rede; diese wurde jedoch im Lauf der folgenden Jahrhunderte mehrfach vergrößert und umgebaut. Nach dem Einsturz des Glockenturms des Vorgängerbaus im Februar 1276 fasste man noch im selben Jahr den Entschluss zu einem kompletten Neubau, der – wie die alte Kathedrale – außerhalb der bestehenden Stadtmauern lag. Die Bauarbeiten zogen sich aufgrund des Hundertjährigen Krieges (1337–1453) und mehrerer Pestepidemien bis zum Jahr 1531 hin. Der Bau war somit kurz vor dem Ausbruch der Hugenottenkriege (1562–1598) vollendet.

## Baugeschichte im Überblick
Ein in den – teilweise erhaltenen – Baubüchern der frühen Jahre erwähnter Meister Stephan (Maître Étienne) gilt als der erste Architekt des Bauwerks. Man begann mit den Kapellen des Chorumgangs, von denen zwei Ende des 13. Jahrhunderts vollendet waren; die übrigen Chorkapellen folgten bis etwa 1320/30. 
Die Pestepidemie des Jahres 1348 scheint den Baufortschritt stark beeinträchtigt zu haben; aus der Mitte des 14. Jahrhunderts sind jedenfalls mehrere Bittbriefe der jeweiligen Bischöfe erhalten, die das schleppende Bautempo beklagen. Oft wird Jean Deschamps in der Mitte des 14. Jahrhunderts als verantwortlicher Architekt genannt, obwohl sein Name in keinem Dokument auftaucht. Ende des 14. Jahrhunderts waren jedenfalls der Chor und der Nordturm vollendet. 
Der Beginn der Bauarbeiten für das Querhaus fällt ebenfalls in die Mitte des 14. Jahrhunderts, obwohl dessen Portale erst um die Mitte des 15. Jahrhunderts fertiggestellt wurden und die beiden Rosenfenster im Flamboyant-Stil erst gegen Ende des 15. Jahrhunderts vollendet waren – ein Großteil des Figurenschmucks der beiden Portale ist während der Französischen Revolution zerstört worden. Als letzter Bauteil wurde die portallose Westseite fertiggestellt, die im oberen Teil eine weitere Flamboyant-Rose zeigt. Den Abschluss bildet ein Aufsatz auf dem Mittelteil, der die Form einer Renaissance-Kirchenfassade imitiert und erst Mitte des 16. Jahrhunderts angebracht wurde.

## Architektur

### Chor

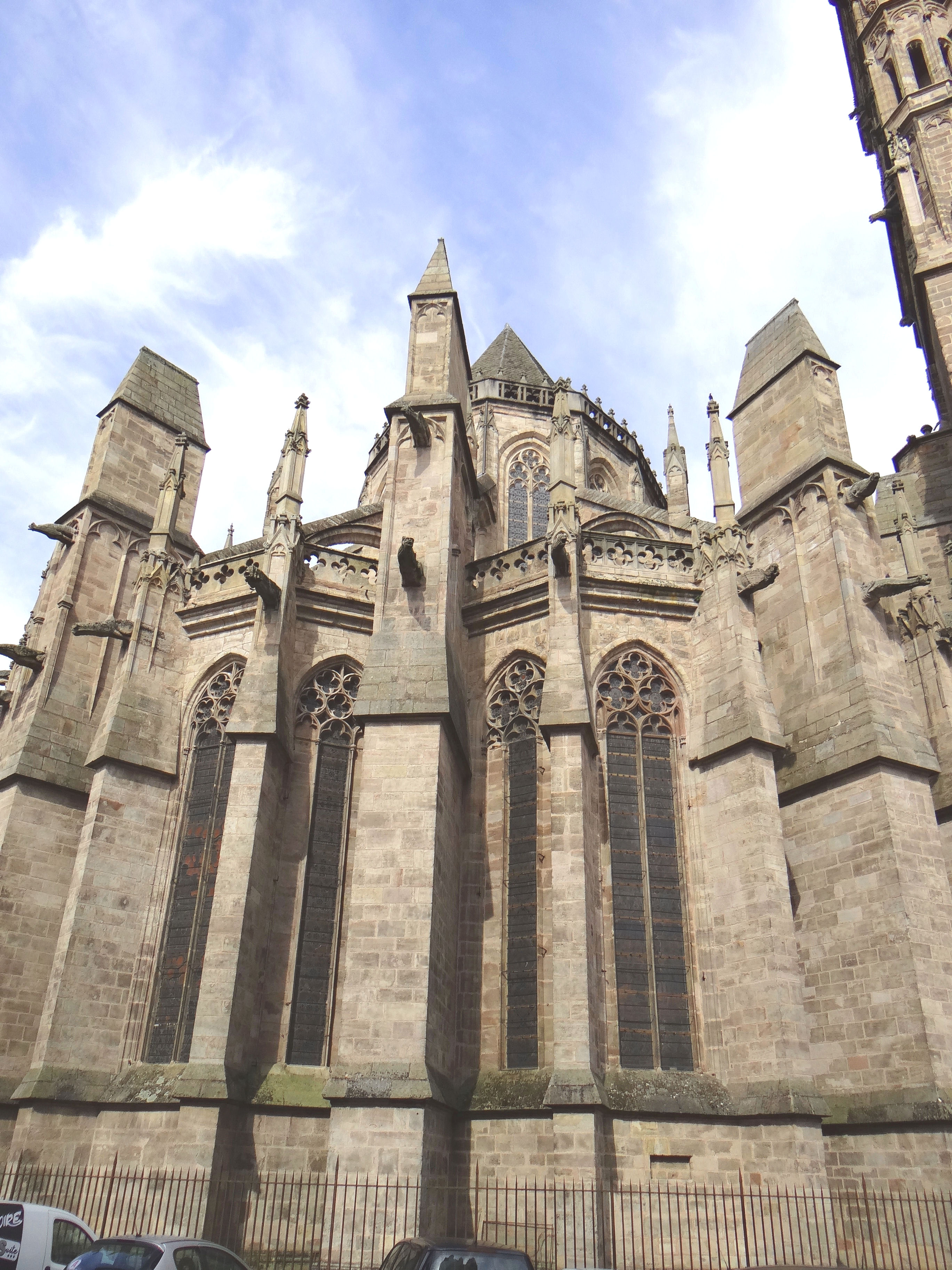
Chor mit Kapellenkranz und Strebewerk

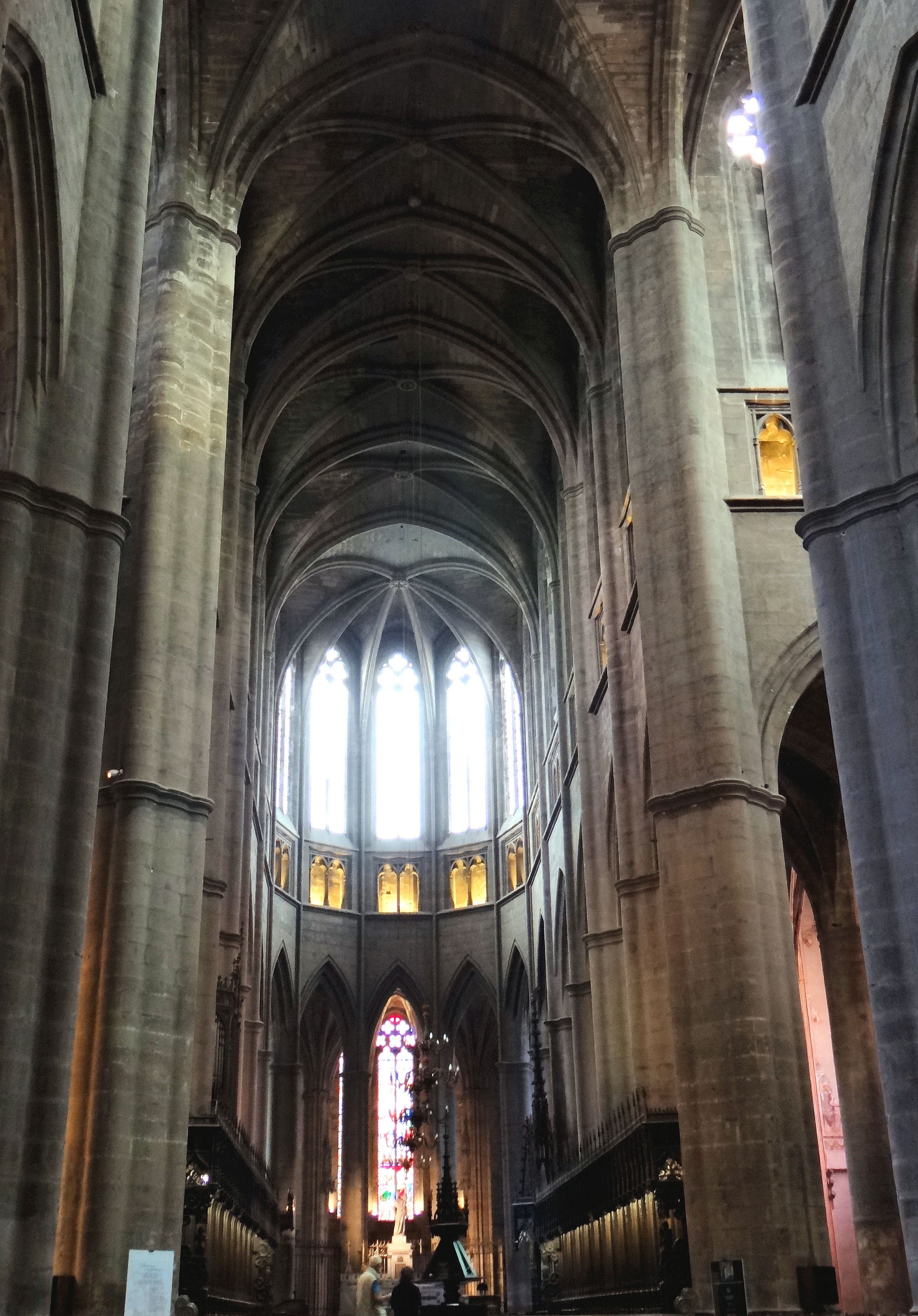
Der etwa 10 m breite und 30 m hohe Chor von innen

Wie bei Kirchenbauten des Mittelalters üblich, war die erste Baumaßnahme die Gründung und Errichtung eines langgestreckten Chores, der in Form eines Umgangs mit Kapellenkranz gestaltet wurde, wie er sich bei von Pilgern besuchten Großkirchen durchgesetzt hatte. Im Chorumgang befand man sich nahe bei den verehrten und oft in kostbaren Behältnissen ausgestellten Reliquien, in deren Gegenwart sich regelmäßig die Geldbeutel der Besucher öffneten. An den Altären der zahlreichen Kranzkapellen wurden nacheinander oder gleichzeitig zu Gunsten von verstorbenen und im Fegefeuer auf ihre Auferstehung und Erlösung wartenden Angehörigen Messen gelesen, was natürlich auch mit großzügigen Spenden bedacht wurde. 
Die Maßwerkfenster der Chorumgangskapellen der gotischen Kathedralen waren meist mit teuren Glasmalereien ausgestattet, die in der Hoch- und Spätgotik keine biblischen Geschichten mehr erzählen, sondern mit einer Fülle von Heiligenfiguren aufwarten. Aufgrund ihrer frühen Bauzeit findet sich hier noch kein Flamboyant-Maßwerk, sondern einfachere geometrische Formen. Der dreiteilige gotische Wandaufriss mit hoher Arkadenzone, kleinerem und unbelichtetem Triforium und hohem Obergaden war nur deshalb stabil, weil im Äußeren eine Vielzahl von Strebepfeilern und Strebebögen den Gewölbeschub abfingen. Über eine manchmal mit Blei, später auch mit Zinn ausgekleideten Rinne in den Strebebögen wurde das Regenwasser des Hochdaches nach außen abgeleitet, wo es von Wasserspeiern ausgespien wurde. Während die zweibahnigen Obergadenfenster der Apsis nahezu die gesamte Breite des jeweiligen Segments einnehmen, sind die beiden äußeren Bahnen der vierteiligen Fensterformate im Chorbereich vermauert – Licht hatte man im Süden Frankreichs zur Genüge und außerdem waren Steine zur damaligen Zeit deutlich billiger als Glas. Das eigentliche Bogenfeld nimmt hingegen die ganze Breite des Fensters ein, wodurch die Assoziation mit einer Blume erreicht wird.

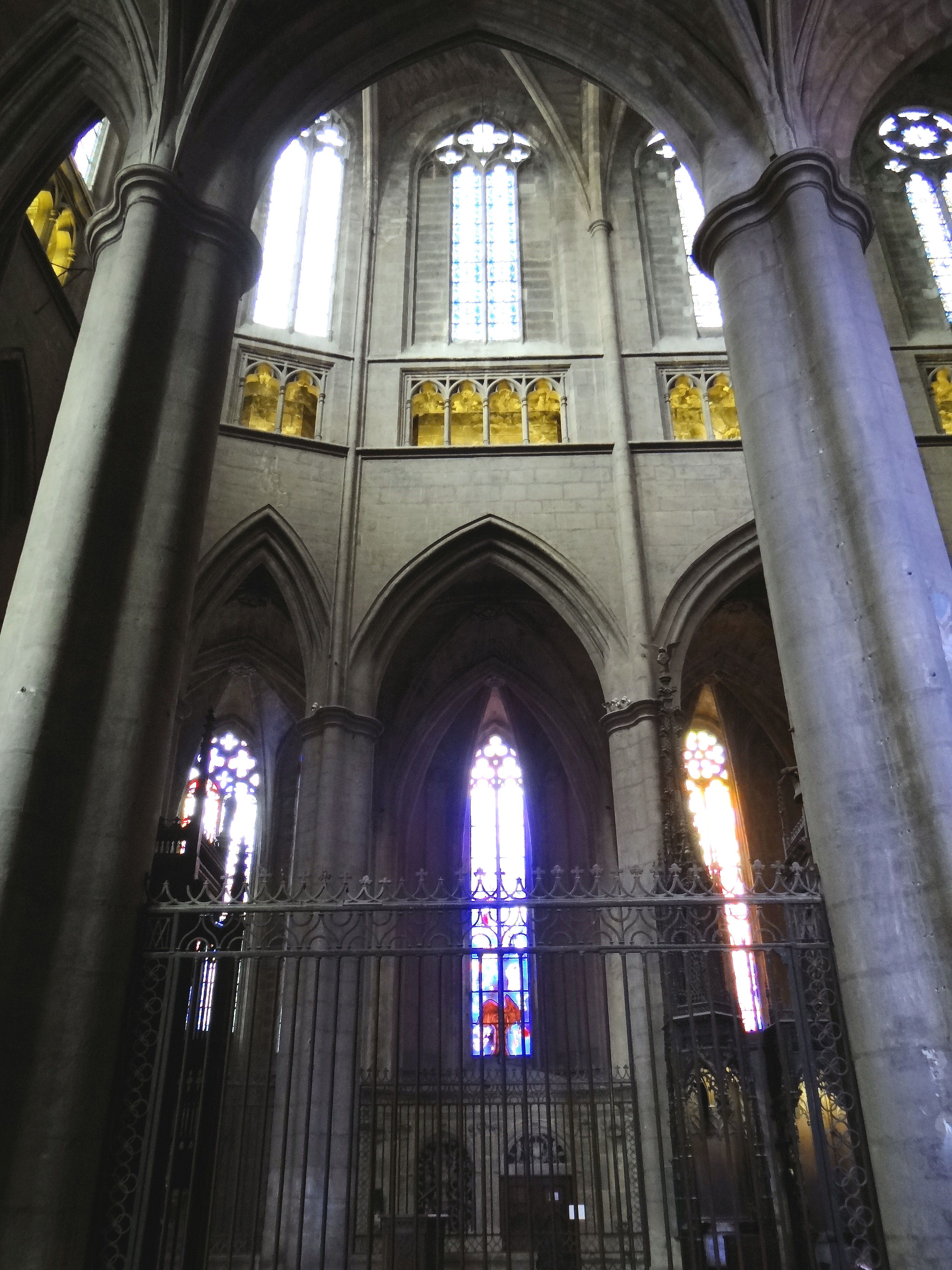
Aufriss des Chors – Arkaden, Triforium und Obergaden. Die später angebrachten eisernen Chorschranken schützen den Chor vor unbefugtem Betreten.
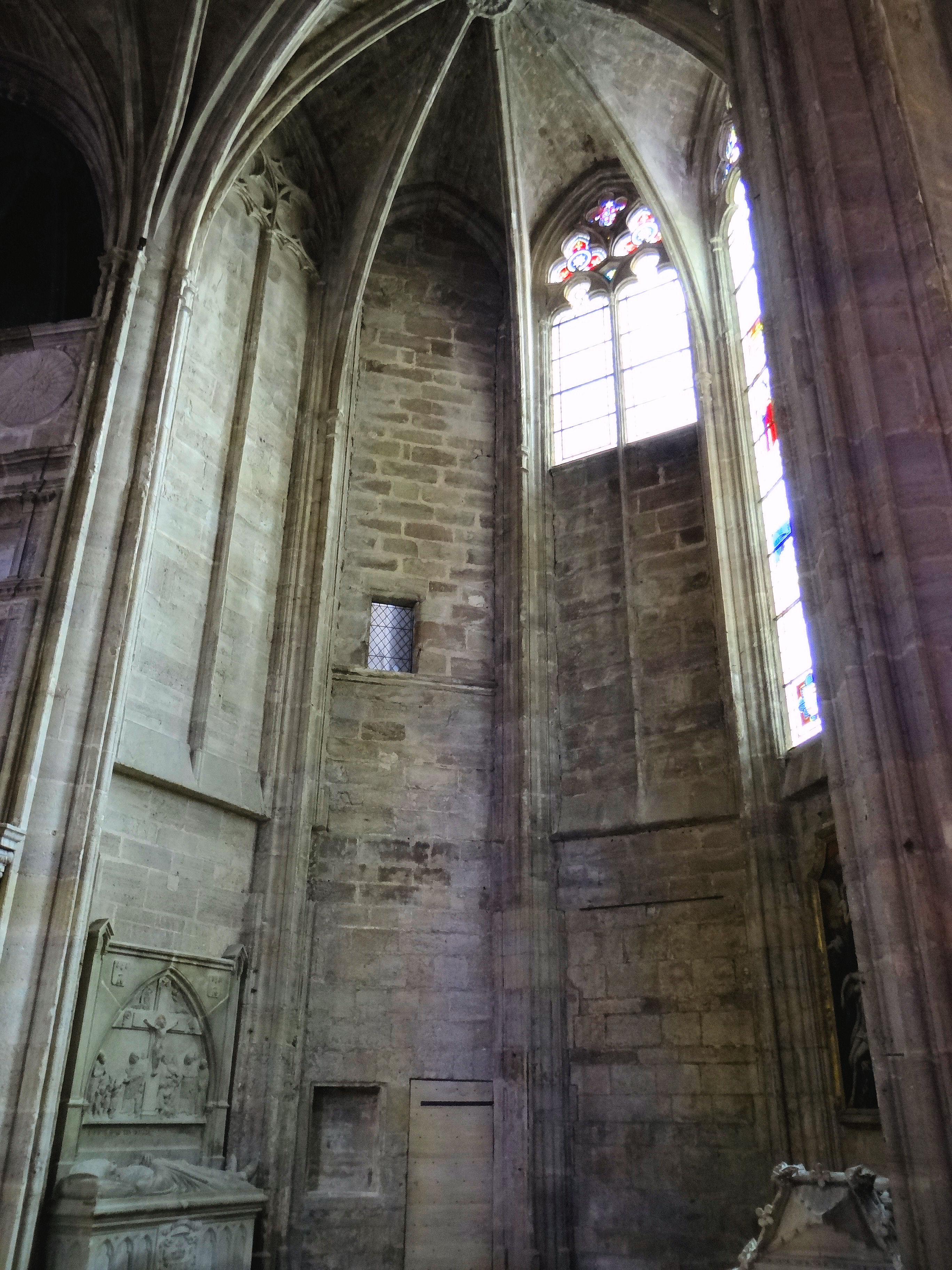
Teilweise vermauerte Kapelle im Umgangschor

### Querhaus

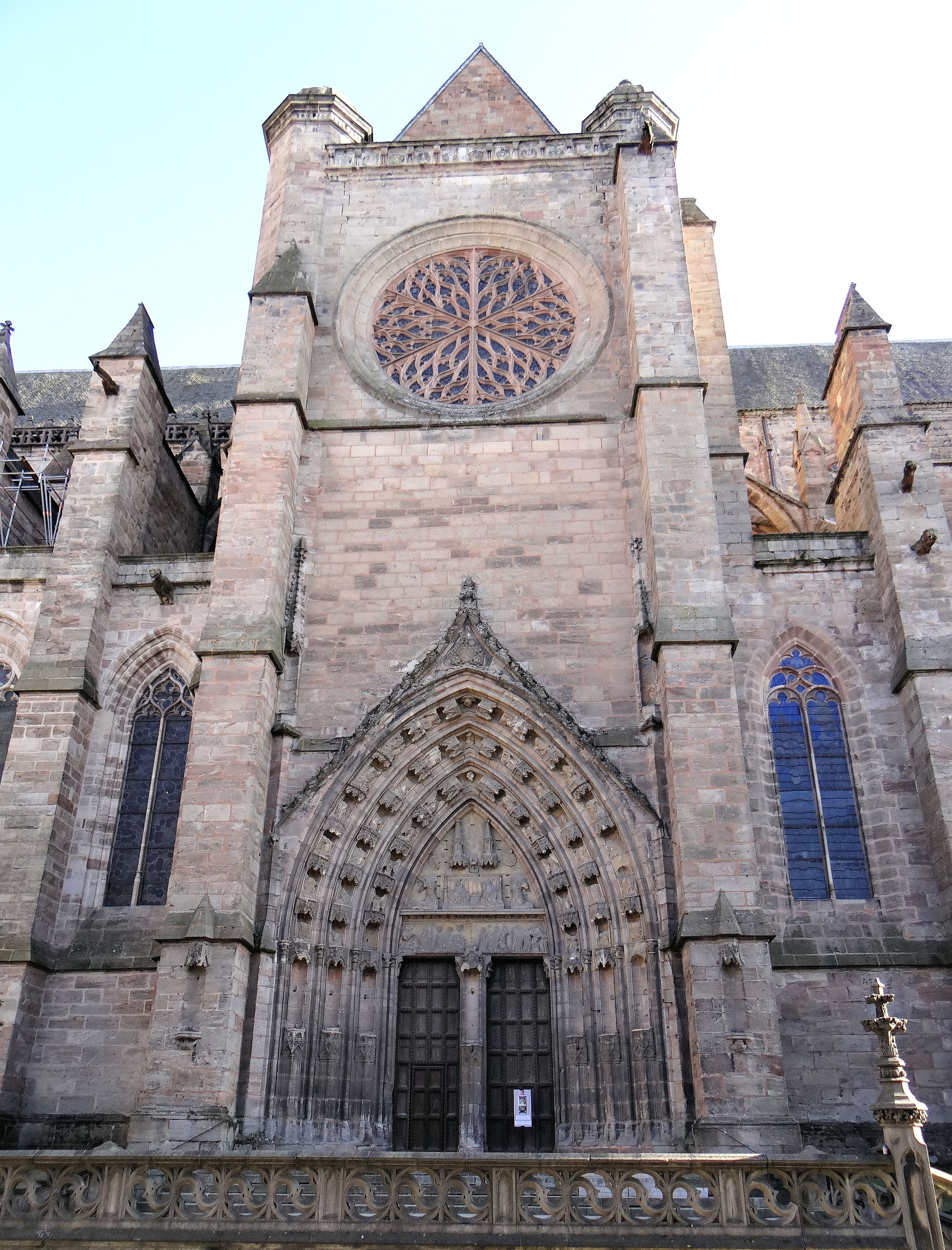
Fassade Nordquerhaus

Der nördliche Querhausarm zeigt ein gotisches Archivoltenportal mit einer Vielzahl von Baldachinen, die zur Aufnahme von Figuren (Apostel, Heilige, Engel, Älteste etc.) bestimmt waren. Ob diese Figuren jemals fertiggestellt wurden und den Bilderstürmern der Revolutionsjahre zum Opfer gefallen sind, ist unklar. Die Figuren des Tympanonfeldes wurden jedenfalls abgeschlagen. Das darüber befindliche Mauerfeld ist vollkommen schmucklos. Darüber zeigt sich eine der insgesamt drei – weitgehend gleichgestalteten – Fensterrosen der Kathedrale, deren sechs Speichen ihre Herkunft von den romanischen Radfenstern nicht verleugnen können. Innerhalb der sechs Felder entfalten sich reiche Flamboyant-Formen.
Die Fassade des südlichen Querhauses zeigt insgesamt einen ähnlichen Aufbau, doch zeigen sich auch markante Unterschiede: Das Tympanonfeld und die Rose des darüber befindlichen Giebelfeldes sind verglast; neben den Baldachinen der Archivolten finden sich auch Baldachine links und rechts des Giebelfeldes; in den Ecken zwischen den seitlichen Strebepfeilern und der Fassade beginnen langgestreckte Fialen aufzuwachsen, die in gleicher Höhe mit der Fiale über dem Mittelgiebel enden, die in die darüber befindliche Fensterrose hineinragt, deren sechs Felder aufwachsenden und kreisende Motive zeigen.

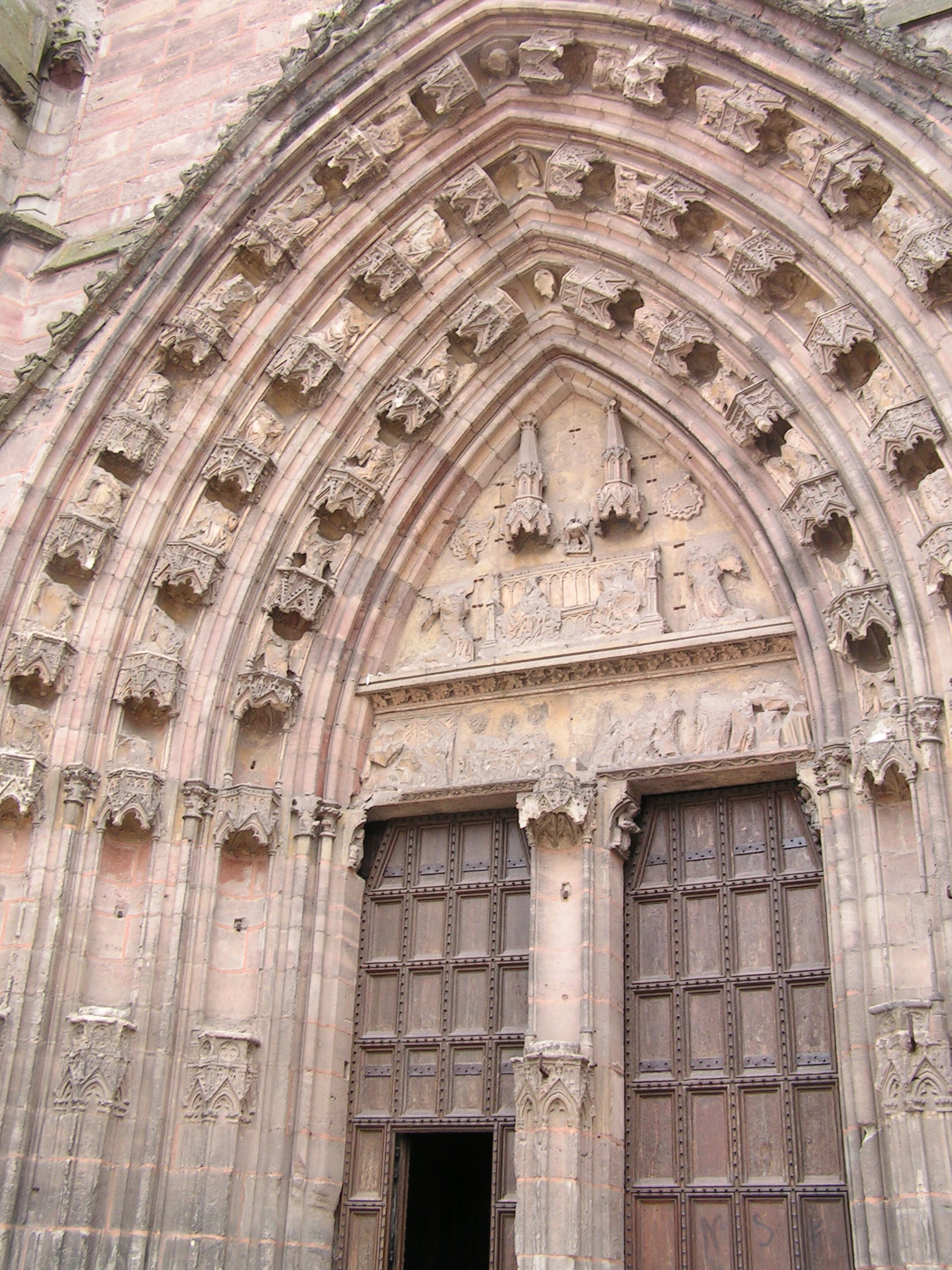
Portal
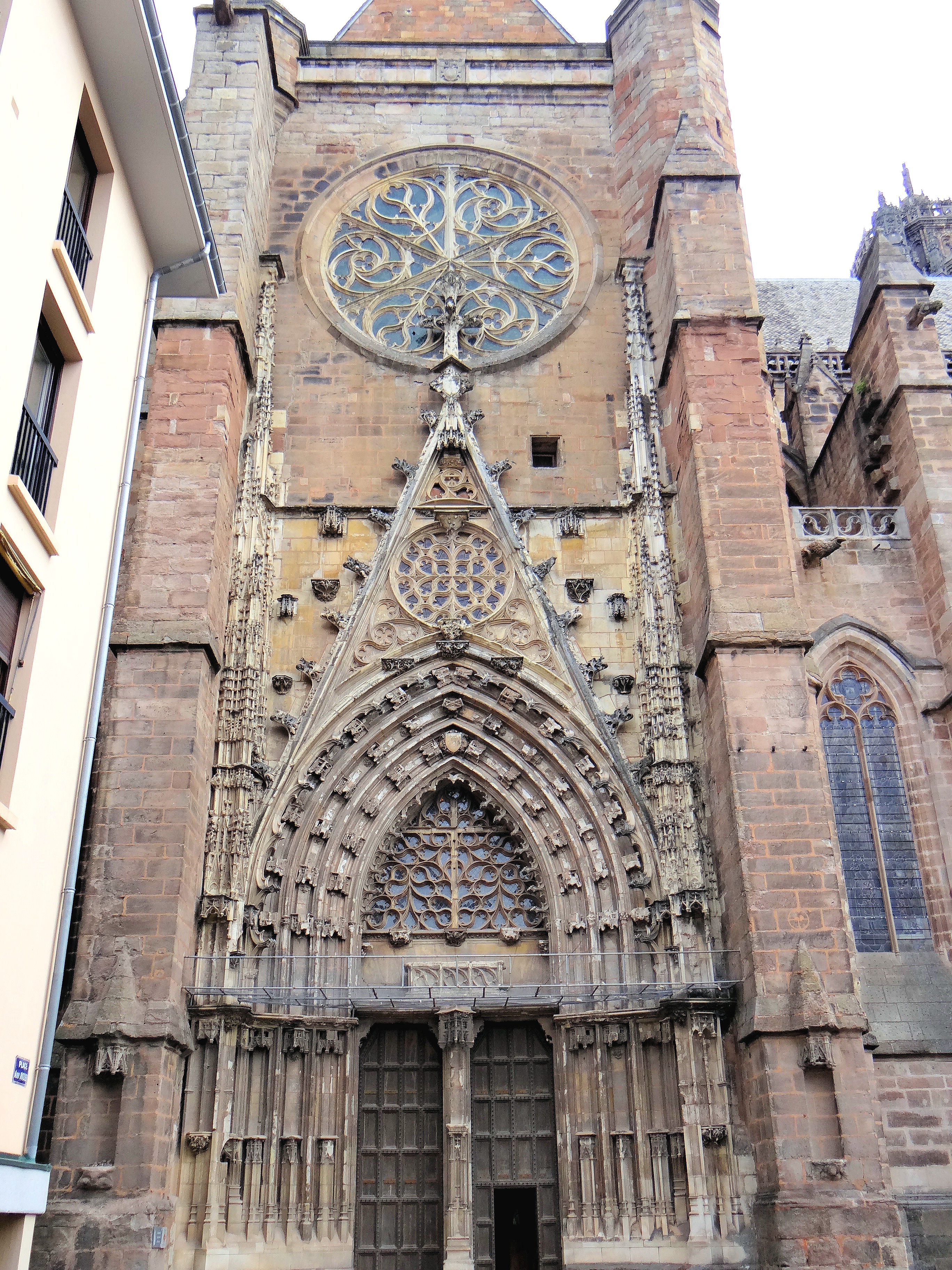
Fassade Südquerhaus
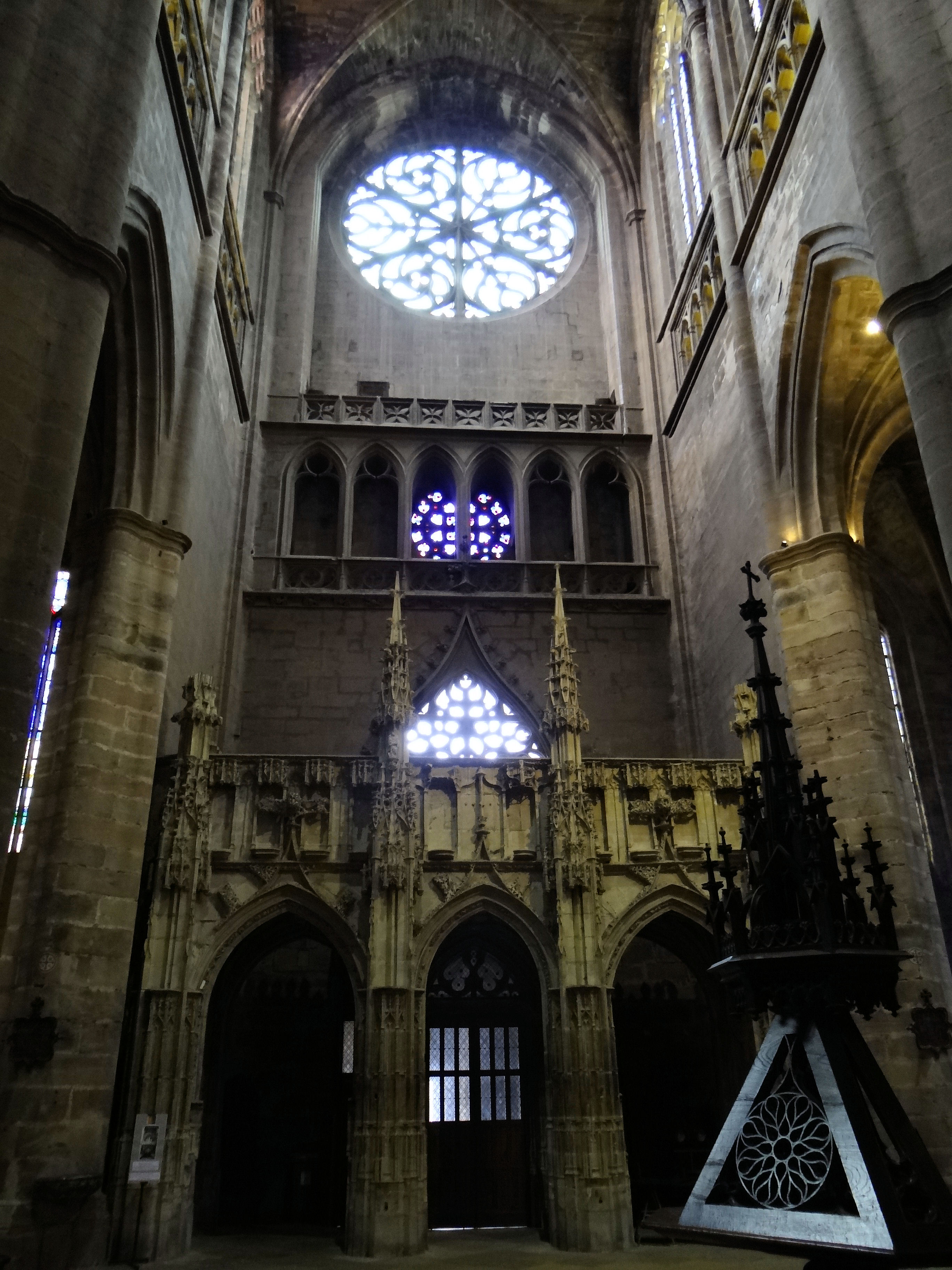
Südquerhaus von innen
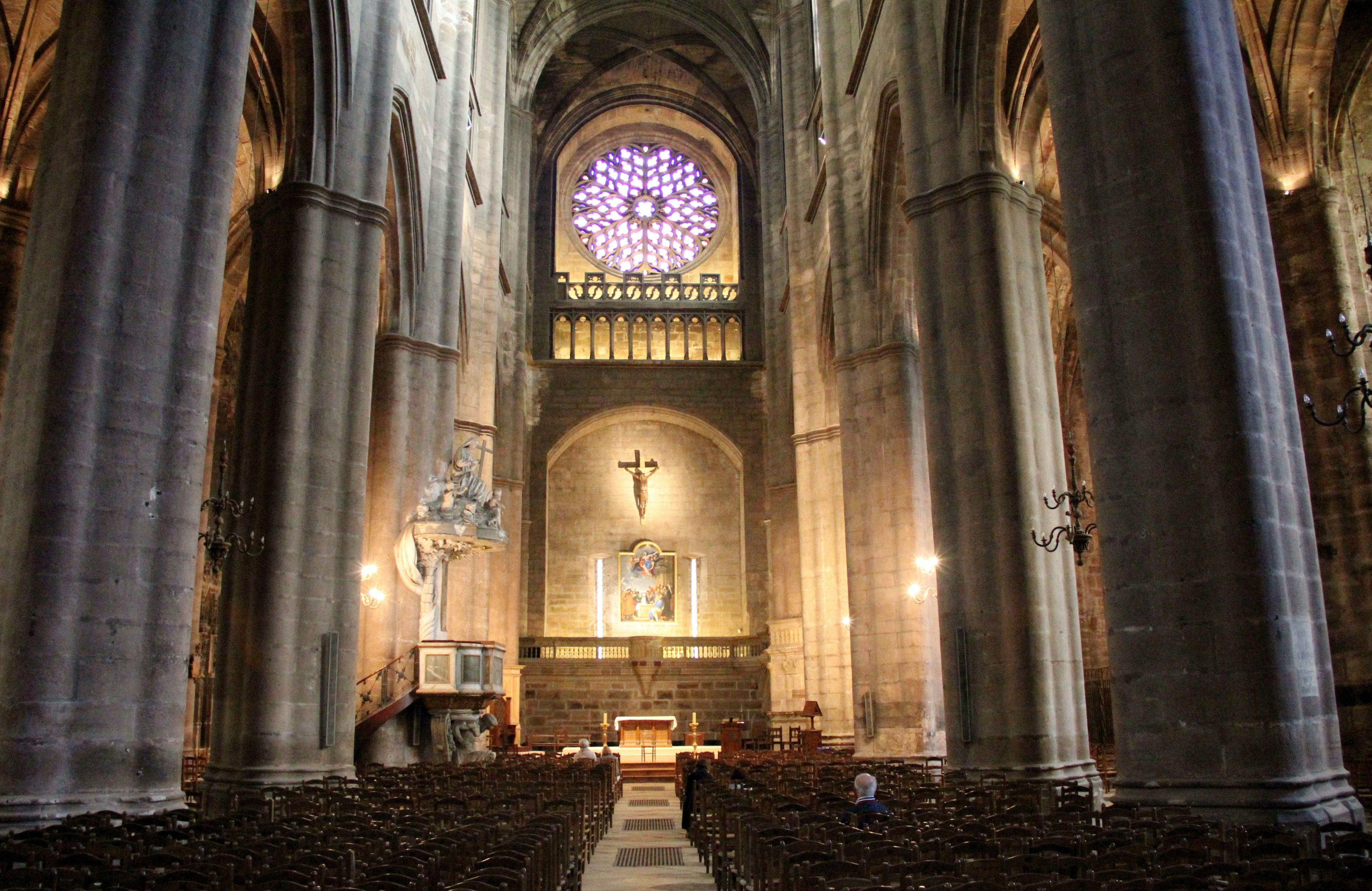
Westrose von innen

### Nordturm

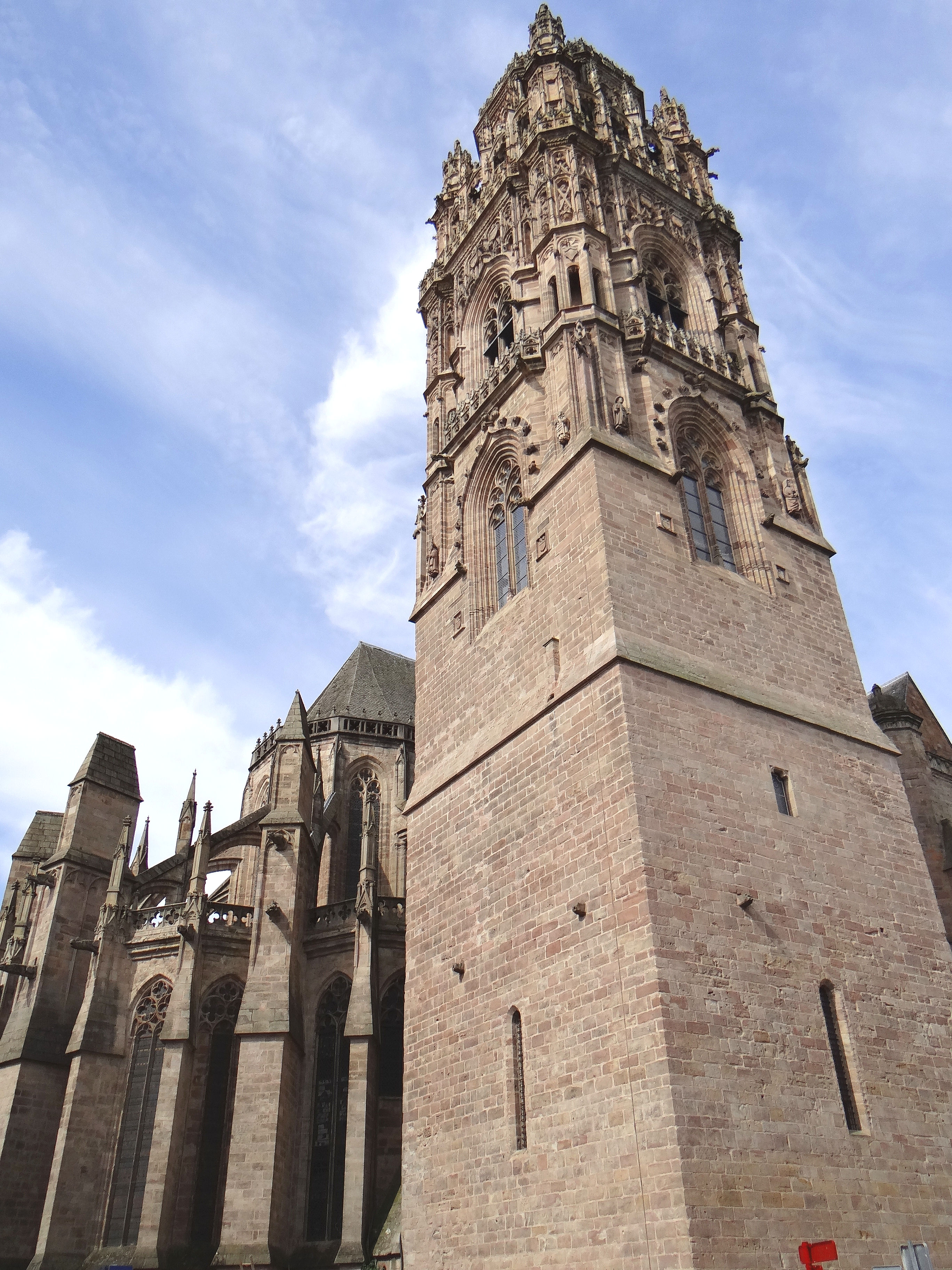
Nordturm und Apsis

Die oberen Partien des in der Ecke zwischen Chor und Querhaus befindlichen Nordturms wurden am 28. Februar 1510 durch einen Brand zerstört; erhalten blieb nur der völlig schmucklose untere Teil. Mit dem Wiederaufbau wurde der Baumeister Antoine Salvanh beauftragt, der hier in den Jahren 1513–1526 ein kleines Meisterwerk schuf: Während die unteren Fenster noch im glatten Mauerwerk des alten Turmes ansetzen, sind die Fensterbögen bereits von diversen Schmuckformen umspielt. Bereits in dieser Ebene deutet sich der Übergang von einem quadratischen Turmgrundriss zu einem – von kleinen Ecktürmchen begleiteten – oktogonalen Grundriss an, welcher vor allem in der oberen Ebene deutlich sichtbar wird. Während die mittlere Ebene durch das Überziehen sämtlicher Bauteile mit Blendmaßwerk, Wappenschilden und eingestellten Figuren bereits deutlich an Plastizität gewinnt, scheinen sich im Obergeschoss des Turmes Architekturteile gänzlich von dem dahinter liegenden Baukörper abzulösen, wodurch eine nochmalige Zunahme der plastischen Auflösung erreicht wird. Die Spitze des Turmes bildet ein Laternenaufsatz mit einer Marienfigur. Die meisten Bögen sind als Kielbögen ausgebildet, was in der Zeit der Spätgotik häufig anzutreffen ist.

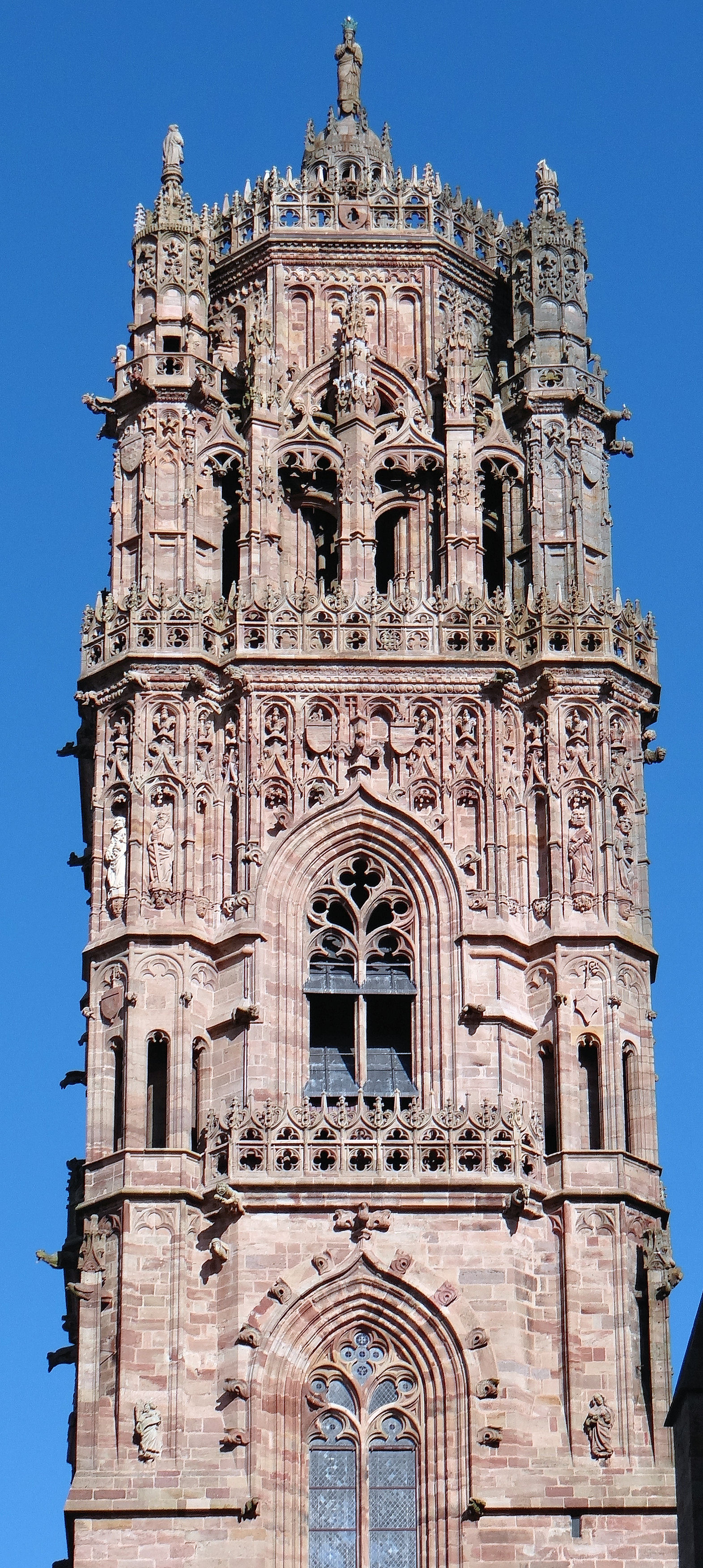
Fassade Turm
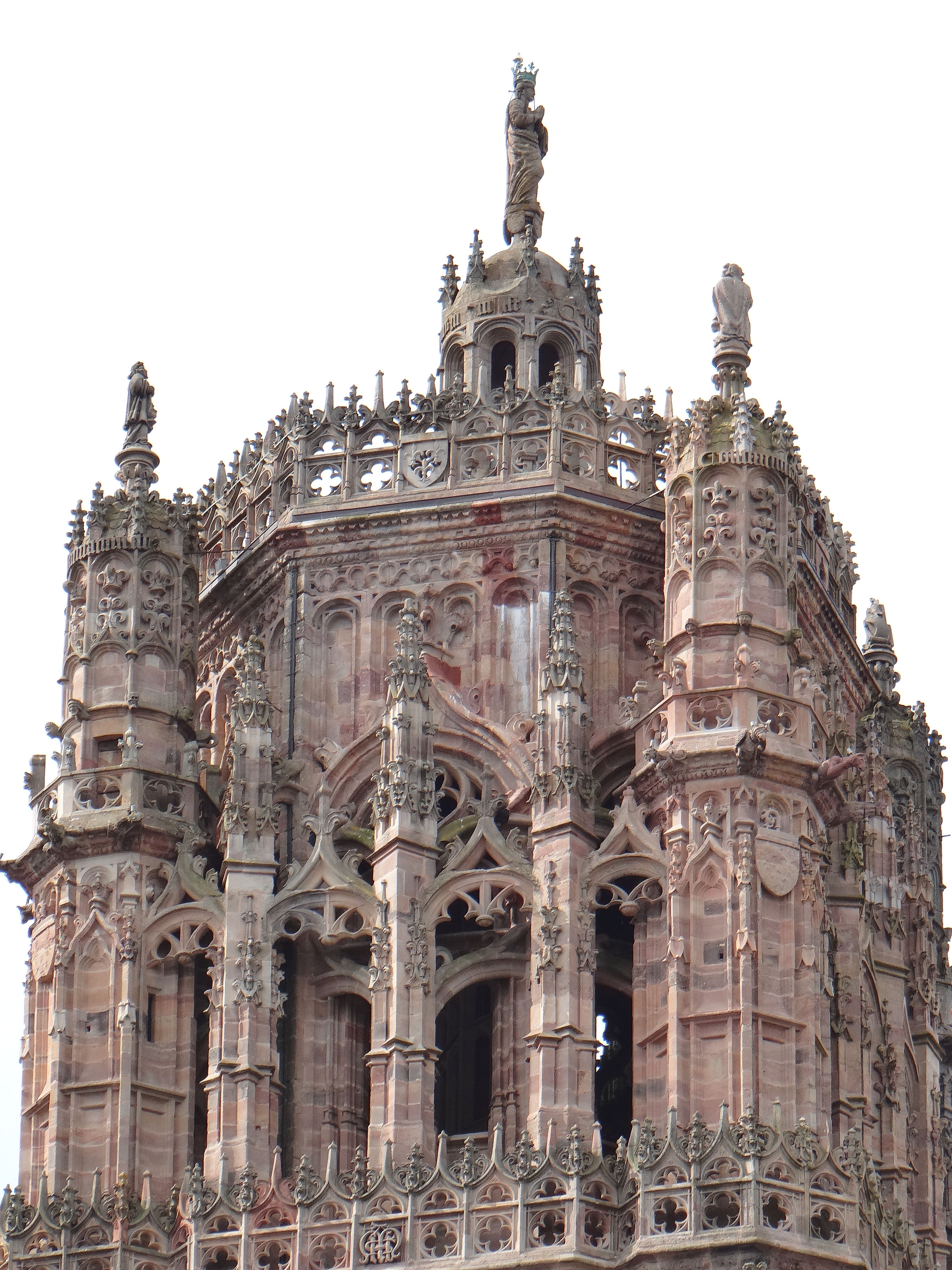
Obergeschoss des Turms
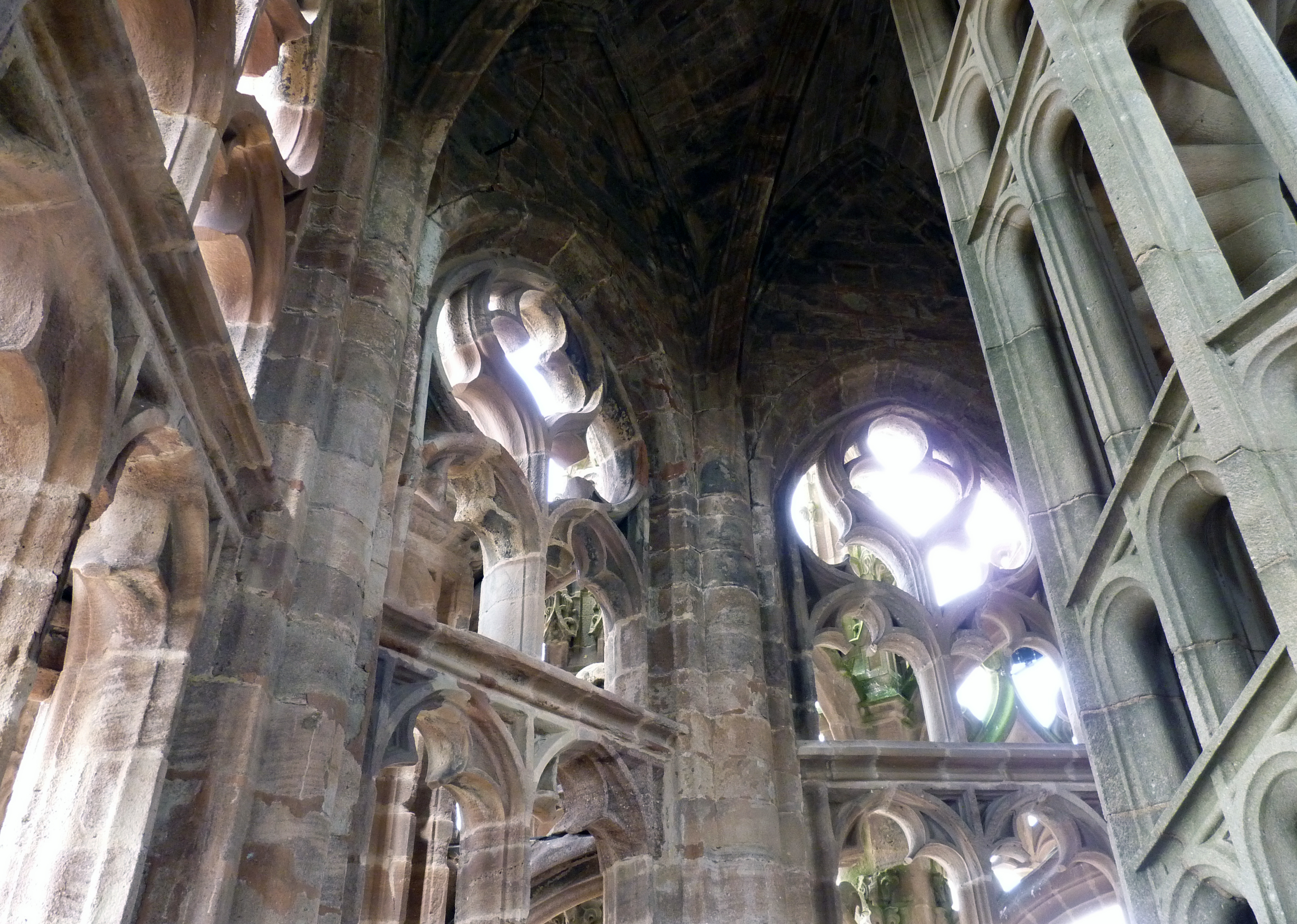
Spitze des Turms (innen) mit Wendeltreppe zur Laterne
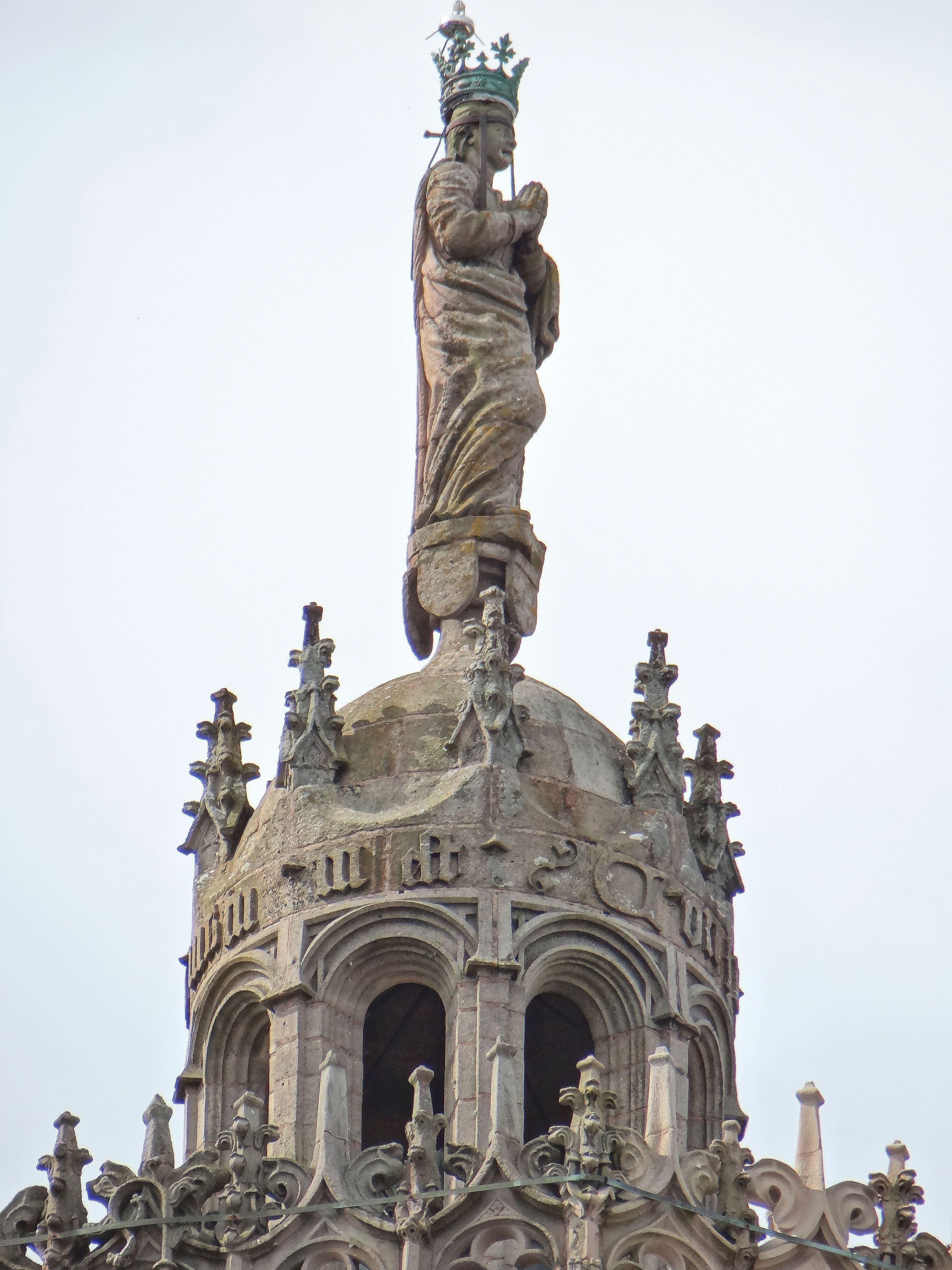
Laterne und Marienfigur

### Westfassade

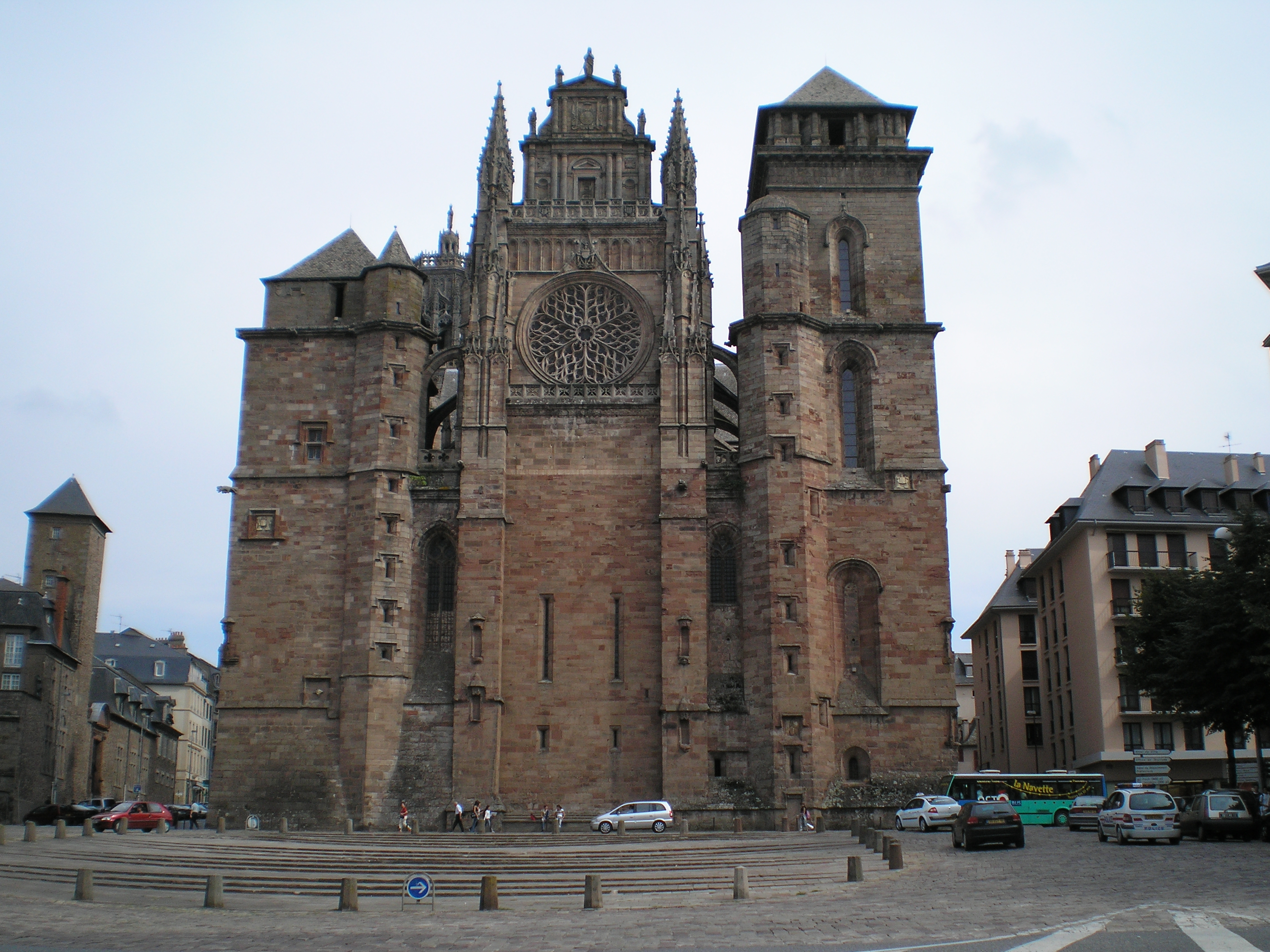
Westfassade

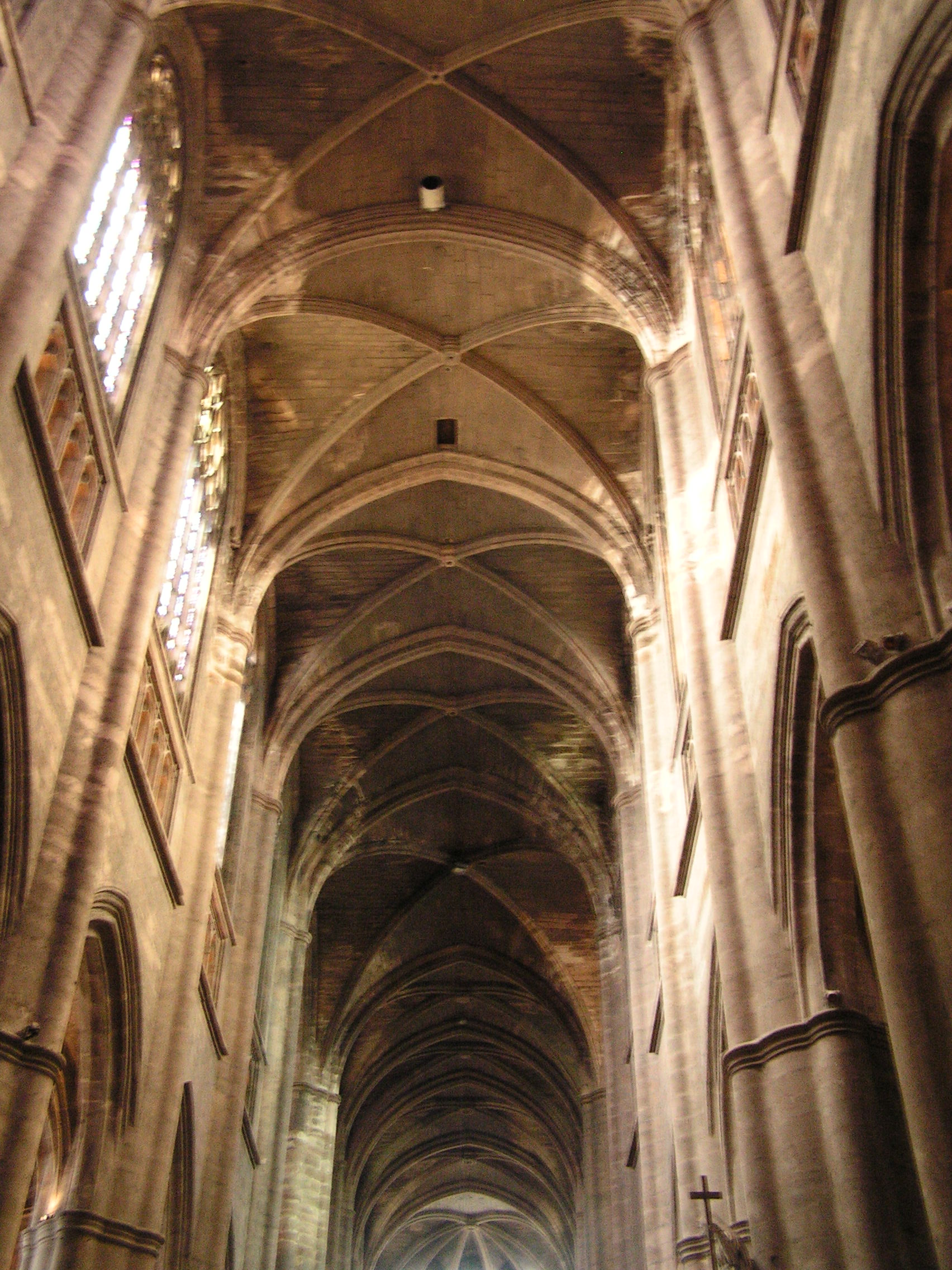
Gewölbe im Mittelschiff

Die im unteren Teil völlig schmuck- und portallose Westfassade macht mit ihren – teilweise geböschten – Mauern für sich genommen eher den Eindruck einer Burg als den einer Kirche. Zu diesem Eindruck tragen auch die flächigen Mauerpartien, die oktogonalen Treppentürme und die schießschartenähnlichen Fenster des Mittelteils bei. Zwei etwas größere Fenster sind zurückgestuft und erhöht zwischen die beiden Türme und den Mittelbau geklemmt. 
Die Türme sind – anders als der Nordturm – in keiner Weise repräsentativ gemeint, sondern sind eher als Wach- und Wehrtürme zu charakterisieren. Wahrscheinlich schlossen sich ehemals nördlich und südlich an die Fassade die Mauern der Stadt an, so dass der untere Teil der Kathedralfassade als Festungsbauwerk anzusehen ist. Dies ändert sich erst im oberen Bereich des Mittelteils, der von einer durch sechs Radspeichen geteilten spätgotischen Fensterrose mit Flamboyant-Maßwerk dominiert wird. Davor verläuft eine durchbrochene Balkonbrüstung, die ihre Abstammung aus einem Wehrgang nicht ganz verleugnen kann. Oberhalb der Rose befindet sich ein Kielbogen, dessen Spitze in eine enggestellte Arkadenzone hineinragt, oberhalb derer sich ein weiterer Balkon befindet. Der abschließende Renaissance-Aufsatz imitiert eine Kirchenfassade. Die Strebepfeiler zu beiden Seiten des Mittelteils sind mit Blendmaßwerk überzogen und enden in oktogonalen Fialen.

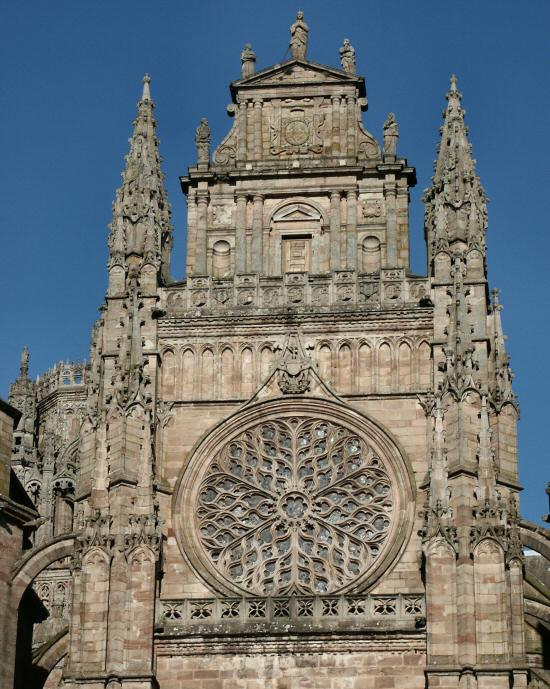
Mittelgiebel mit Fensterrose
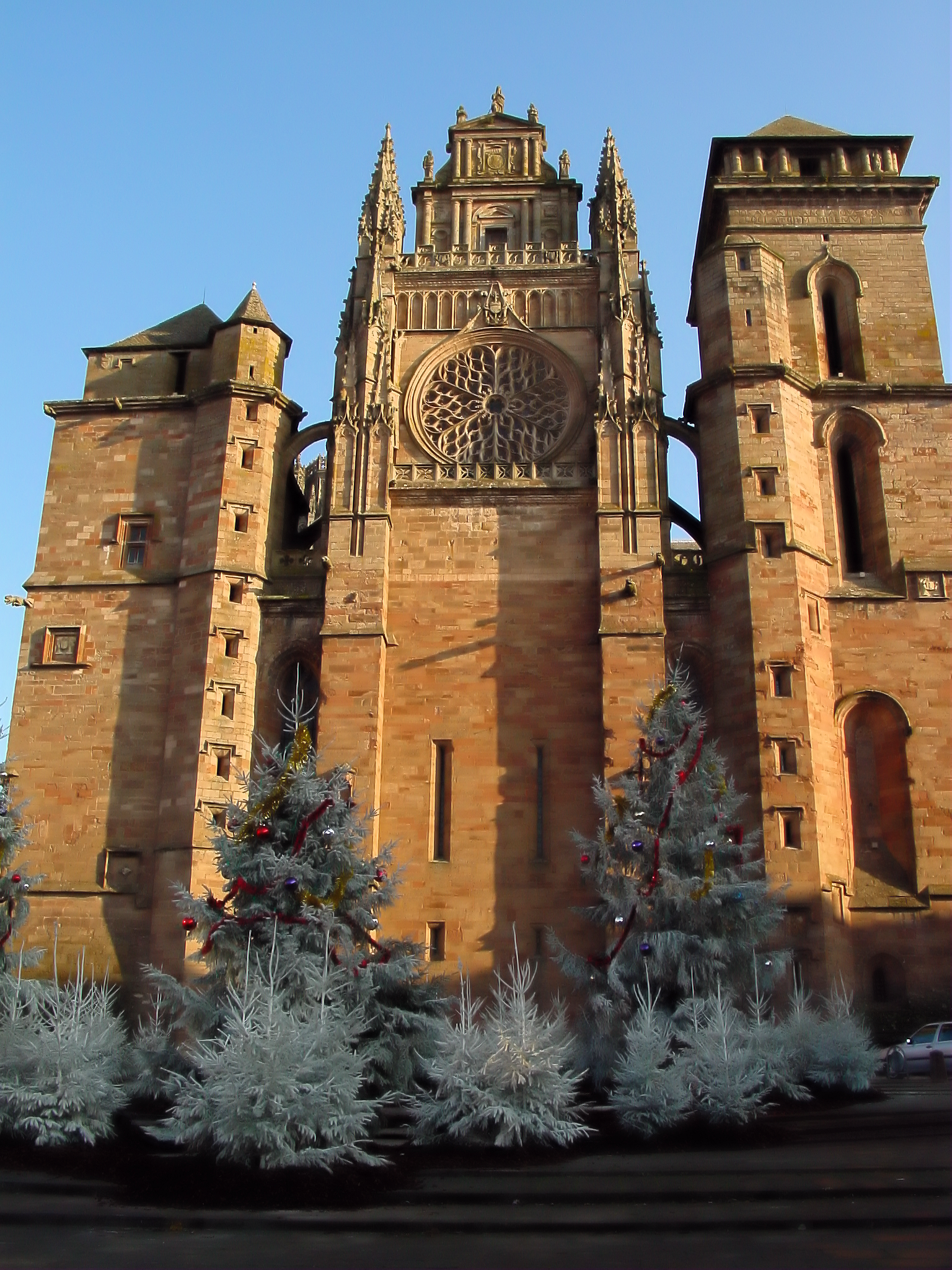
Westfassade
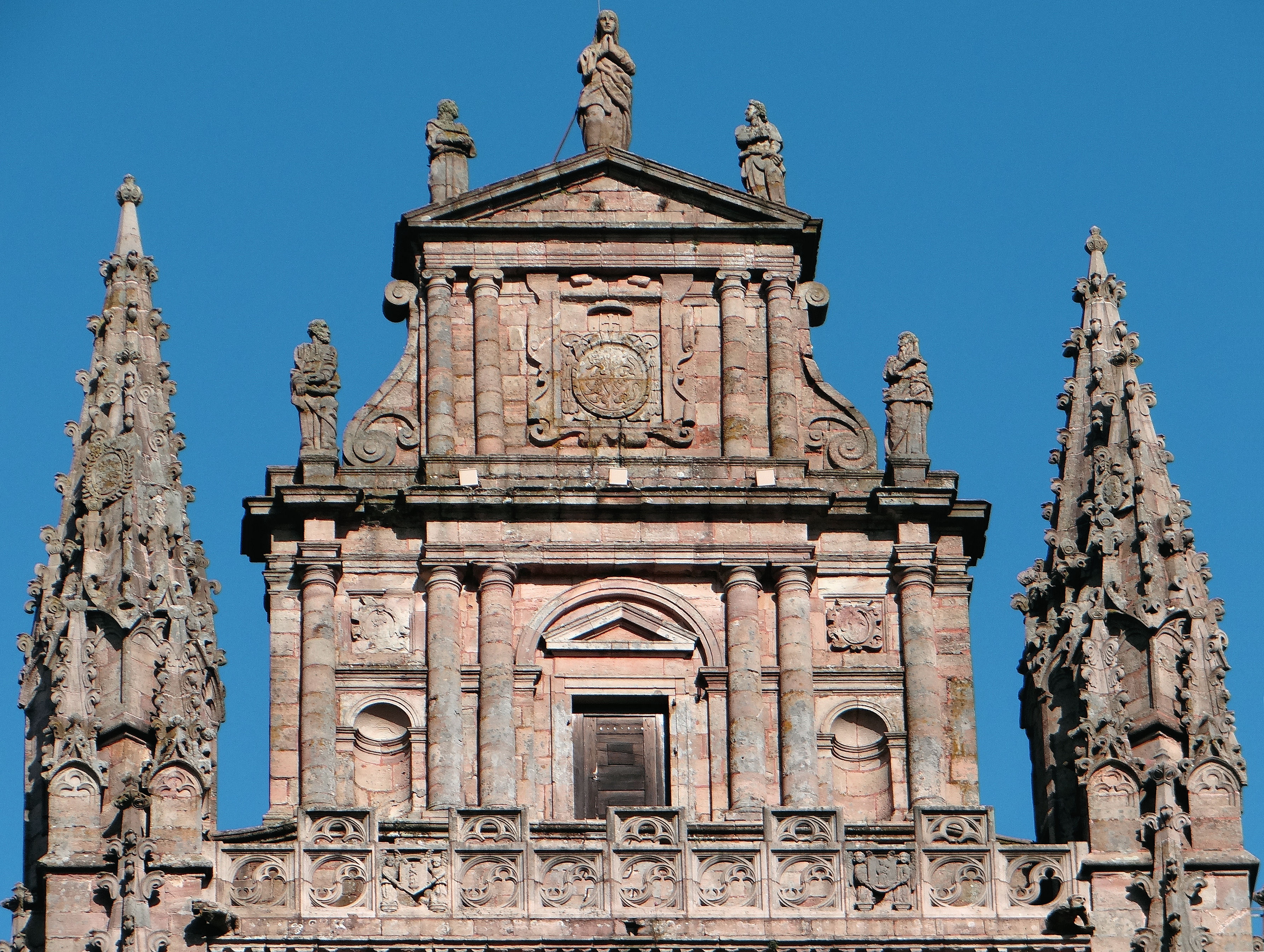
Renaissance-Aufsatz

### Langhaus
Das etwa 30 Meter hohe Mittelschiff zeigt den für eine gotische Kathedrale typischen Wandaufriss mit Arkadenzone, unbelichtetem Triforium und Obergaden. Dessen Fensterflächen nehmen – anders als im Chor – nahezu die gesamte Wandbreite ein. Die Stützen des Langhauses bestehen aus kapitelllosen Rundpfeilern, um die herum sich vier kleinere Dienste gruppieren; oberhalb der verkröpften Kämpferplatten wachsen die profilierten Gewölberippen scheinbar aus dem Mauerwerk heraus – ein typisches Merkmal spätgotischer Architektur. Ansonsten sind alle Gewölbe mit Ausnahme der Apsiden als eher traditionell gearbeitete Kreuzrippengewölbe ausgeführt. Die Vierung ist nicht besonders akzentuiert – die Gewölbe laufen durch.

## Ausstattung
Verschiedene Ausstattungsgegenstände verdienen Beachtung – darunter die Figurengruppe einer Grablegung Christi, eine barocke Kanzel sowie mehrere Sarkophage und Grabmäler.

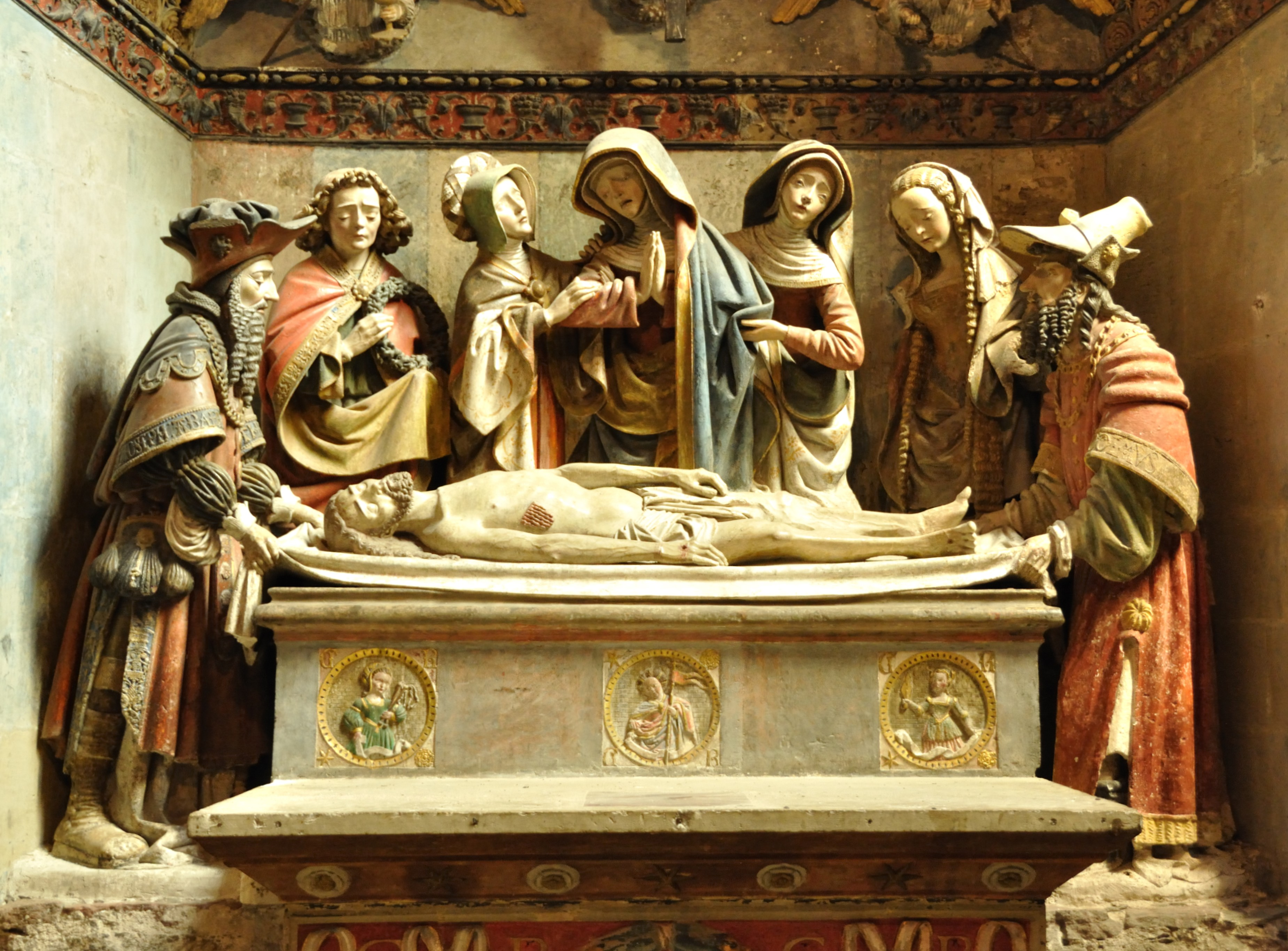
Grablegungsgruppe
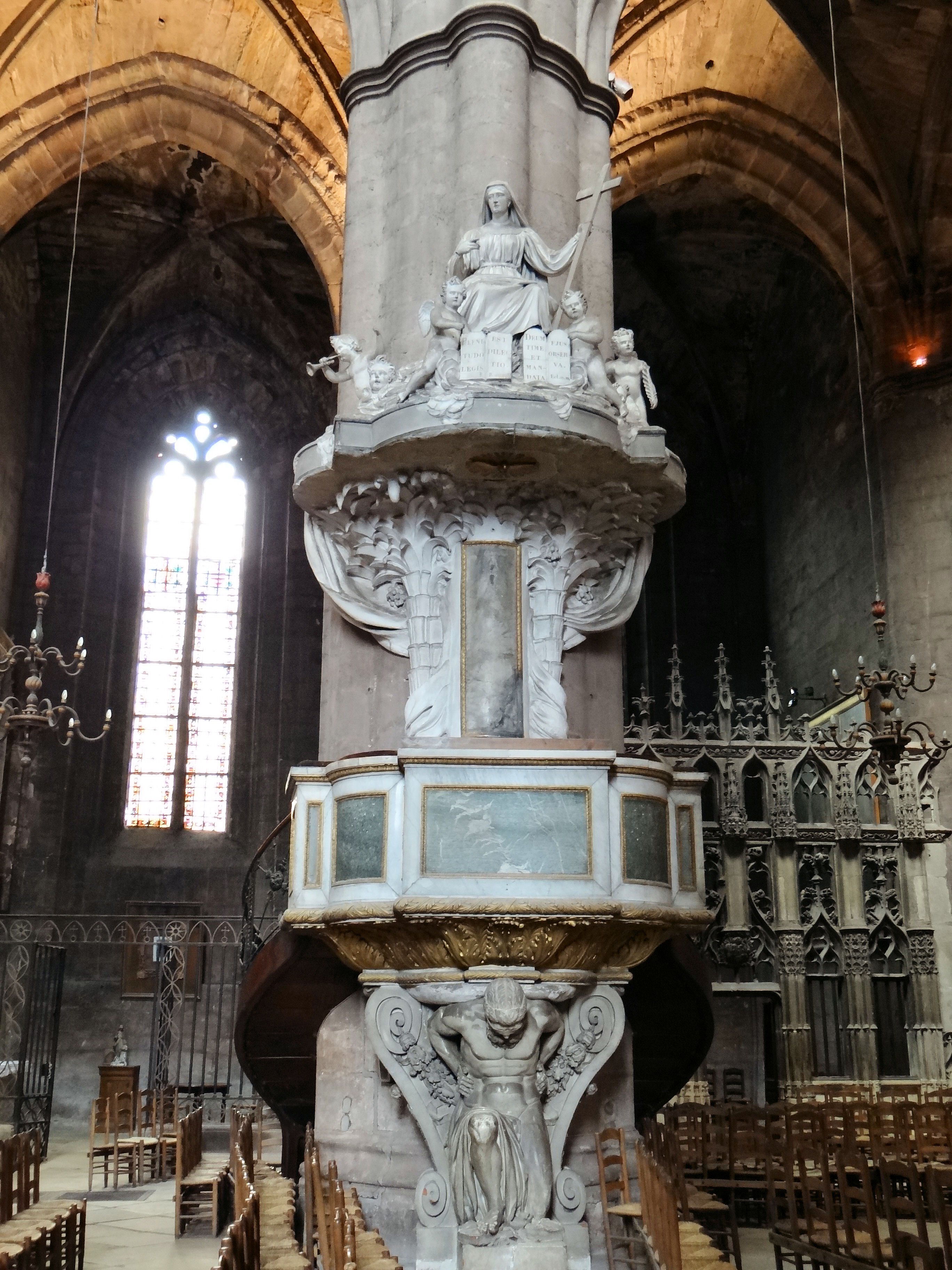
Kanzel
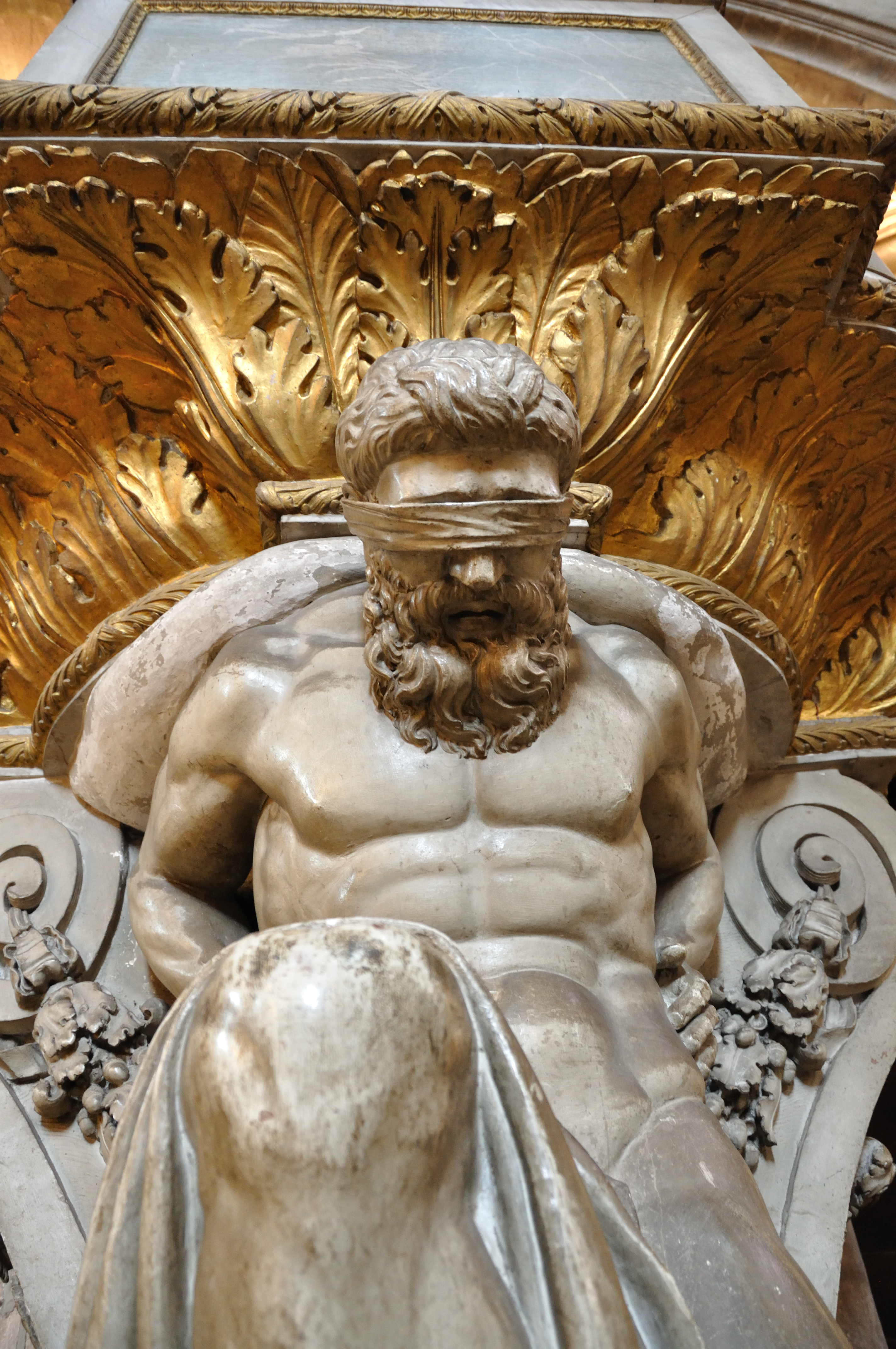
Atlant unter der Kanzel
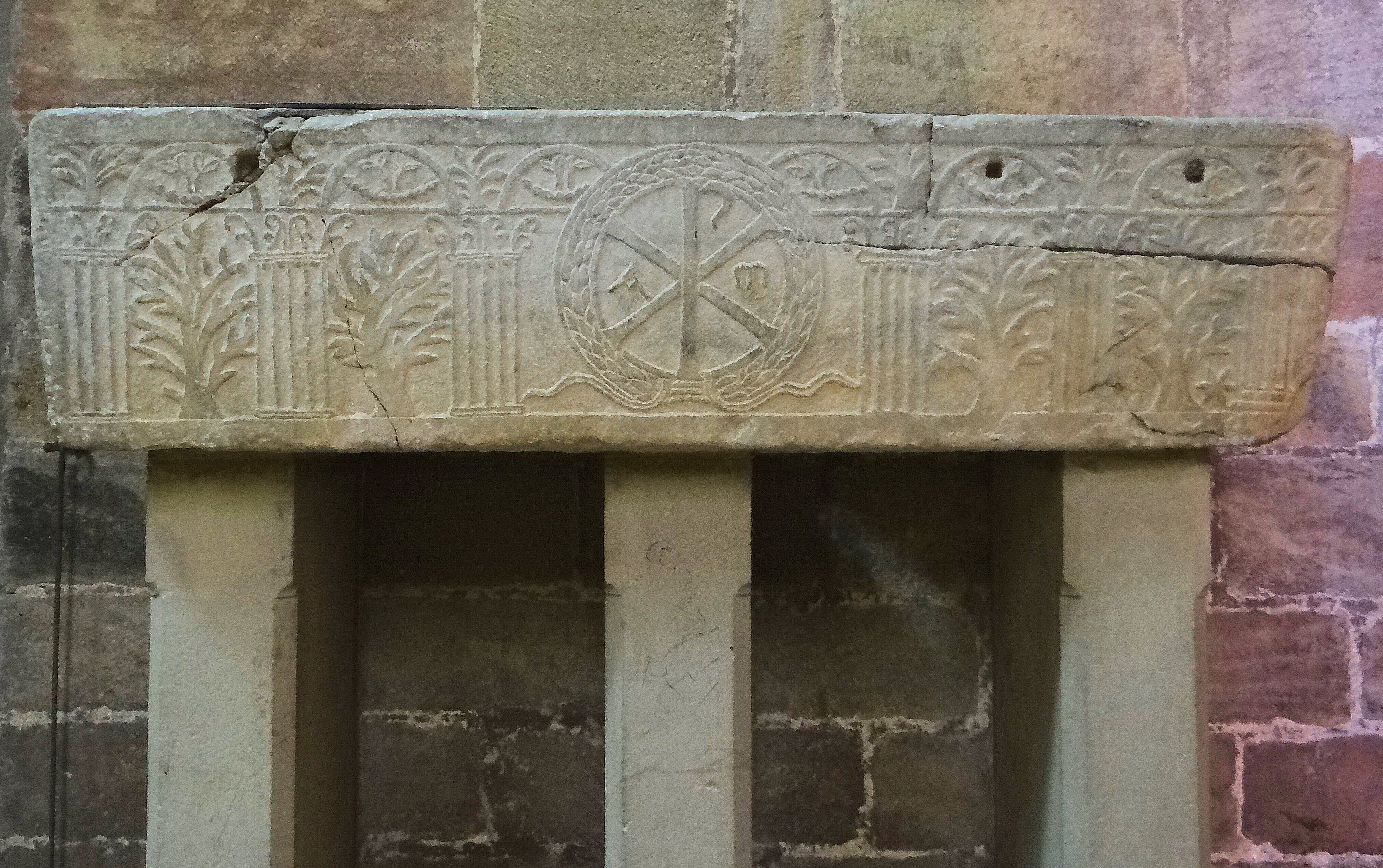
Spätantiker Sarkophag
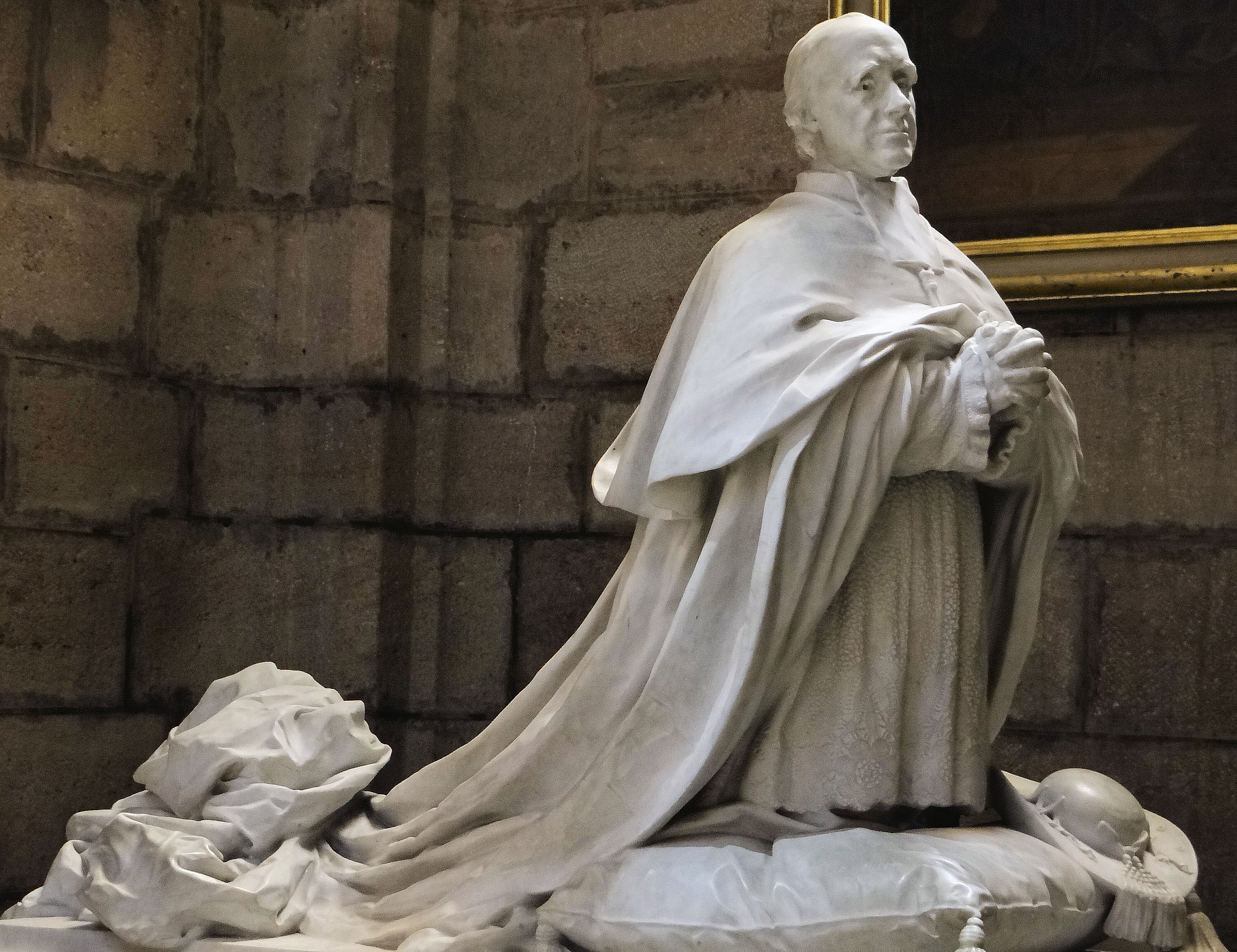
Grabmal des Kardinals Joseph Bourret

### Orgel
Die Orgel geht zurück auf ein Instrument, das im Jahre 1628 von dem Orgelbauer Antoine Vernholles erbaut worden war. Das Instrument hat 46 Register auf vier Manualwerken und Pedalwerk. Die Trakturen sind mechanisch.

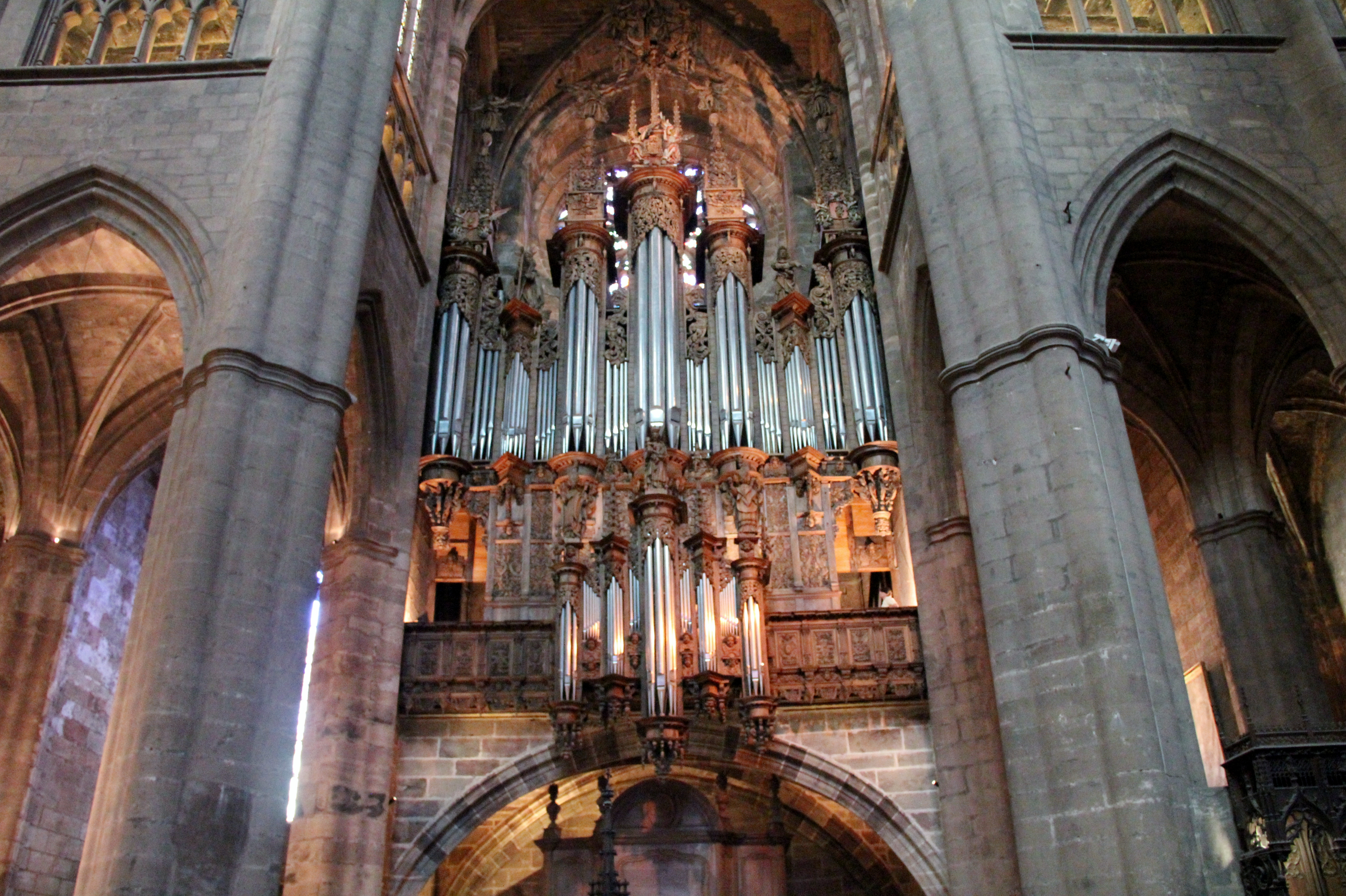
Orgelprospekt mit Rückpositiv

| I Grand Orgue C–f3 |        |
| Montre             | 16′    |
| Bourdon            | 16′    |
| Montre             | 8′     |
| Bourdon            | 8′     |
| Prestant           | 4′     |
| Flûte              | 4′     |
| Grand tierce       | 3 1⁄5′ |
| Nazard             | 2 ⁄3′  |
| Doublette          | 2′     |
| Quarte             | 2′     |
| Tierce             | 1 3⁄5′ |
| Flageolet          | 1′     |
| Cornet V           |        |
| Fourniture V       |        |
| 1° trompette       | 8′     |
| 2° trompette       | 8′     |
| Clairon            | 4′     |
| Tremblant doux     |        |

| II Positif C–f3 |        |
| Montre          | 8′     |
| Bourdon         | 8′     |
| Prestant        | 4′     |
| Flûte           | 4′     |
| Nazard          | 2 ⁄3′  |
| Doublette       | 2′     |
| Tierce          | 1 3⁄5′ |
| Larigot         | 1 ⁄3′  |
| Fourniture IV   |        |
| Cymbale III     |        |
| Trompette       | 8′     |
| Cromorne        | 8′     |
| Voix humaine    | 8′     |

| III Récit C–f3 |    |
| Cornet V       |    |
| Trompette      | 8′ |
| Hautbois       | 8′ |

| IV Echo C–f3 |        |
| Bourdon      | 8′     |
| Prestant     | 4′     |
| Nazard       | 2 ⁄3′  |
| Doublette    | 2′     |
| Tierce       | 1 3⁄5′ |
| Cymbale III  |        |
| Voix humaine | 8′     |

| Pédale C–d1 |     |
| Flûte       | 16′ |
| Flûte       | 8′  |
| Flûte       | 4′  |
| Bombarde    | 16′ |
| Trompette   | 8′  |
| Clairon     | 4′  |

- Koppeln: II/I, I/P